# Pristis
Pristis es un género de pez sierra de la familia Pristidae. Estos grandes peces habitan aguas marinas costeras, estuarios y lagos y ríos de agua dulce en las regiones tropicales y subtropicales de todo el mundo.  El pez sierra ha disminuido drásticamente y hoy en día todas las especies se consideran en peligro crítico de extinción.

## Taxonomía
El nombre científico genérico Pristis procede de la palabra griega que significa sierra.

### Especies vivas
Actualmente, los expertos reconocen cuatro especies:  
- Pristis clavata Garman, 1906 - pez sierra enano, pez sierra de Queensland
- Pristis pectinata Latham, 1794 - pez sierra peine
- Pristis pristis ( Linnaeus, 1758 ) : pez sierra común
- Pristis zijsron Bleeker, 1851 - pez sierra de cresta larga

Estas especies se dividen en dos grupos según el tamaño de los dientes. La mayoría pertenecen al grupo de los dientes pequeños, a excepción de P. pristis, que es el único miembro del grupo de  dientes grandes.  Históricamente se han reconocido dos especies adicionales, P. microdon y P. perotteti, pero en 2013 se demostró que estas especies eran realmente conespecíficas de P. pristis ya que carecen de suficientes diferencias morfológicas y genéticas,  lo que llevó a las autoridades recientes a tratarlas como sinónimos. .   Anoxypristis cuspidata se incluía anteriormente en Pristis, pero tiene una serie de características distintivas (por ejemplo, sin dientes en el cuarto basal de la sierra) y autoridades recientes lo ubican en su propio género. 

### Especies extintas
Según Fossilworks, las especies extintas de Pristis exclusivamente conocidas con base en restos fósiles incluyen: 
- Pristis acutidens Agassiz 1843
- Pristis amblodon Cope 1869
- Pristis aquitanicus Delfortrie 1871
- Pristis atlanticus Zbyszewski 1947
- Pristis bisulcatus Agassiz 1843
- Pristis brachyodon Cope 1869
- Pristis brayi Casier 1949
- Pristis caheni Dartevelle and Casier 1959
- Pristis contortus Dixon 1850
- Pristis curvidens Leidy 1855
- Pristis dubius Münster 1846
- Pristis ensidens Leidy 1855
- Pristis fajumensis Stromer 1905
- Pristis hastingsiae Agassiz 1843
- Pristis lanceolatus Jonet 1968
- Pristis lathami Galeotti 1837
- Pristis olbrechtsi Dartevelle and Casier 1959
- Pristis pectinatus Latham 1794
- Pristis pickeringi Case 1981
- Pristis prosulcatus Stromer 1905

Sin embargo, en esta lista existen algunas especies consideradas inválidas recientemente por varios expertos, además de otras que ahora se asignan como pertenecientes a Anoxypristis.   Los fósiles de Pristis van desde el Paleoceno tardío hasta el período Cuaternario Se han encontrado fósiles en todo el mundo.